# Ignacio Fleta
Ignacio Fleta Pescador (Huesa del Común, 31 de juliol del 1897 - Barcelona, 11 d'agost del 1977) fou un lutier espanyol.

## Biografia
De família d'ebenistes, amb 13 anys es traslladà a Barcelona amb els seus germans Francisco Manuel i Bienvenido per a aprendre l'ofici de la construcció d'instruments. Estudià la construcció de violins, violoncels i contrabaixos amb mestres com Benito Jaume i Etienne Maire Clarà; després d'un període de formació a França al taller de Philippe le Duc, tornà a Barcelona.
El 1915, els tres germans Fleta s'establiren amb taller propi i es dedicaren a la construcció de violins i violoncels. El 1927, l'Ignacio se n'independitzà i, possiblement per aquesta època, començà a estudiar la tècnica de les guitarres gràcies a les peces que li portaven per arreglar. El 1936 passà pel seu taller, i la copià, una guitarra Torres del 1864, feta de fusta d'auró, que havia estat de Francesc Tàrrega. Als anys 1939-1945 rebé l'encàrrec del grup de música antiga Ars Musicae per fer un bon nombre d'instruments antics, com violes de mà, violes d'arc, fídules i guitarres, amb un resultat notable.
De resultes d'oir Andrés Segovia el 1955 tocant Bach a la guitarra, decidí dedicar-se exclusivament a la fabricació d'aquest instrument. Dos anys més tard, rebé el primer encàrrec de Segovia per una guitarra, i encara n'hi demanà dues més posteriorment, però molts altres músics en foren també clients: Josep Henríquez, John Williams, Alirio Díaz, Turibio Santos, Carlos Bonell, Marcelo Kayath, Jorge Morel, Adam Holzmann, Dagoberto Linhares, ...
Els seus instruments, fets amb un estil molt personal, estan basats en l'escola italiana, molt ben treballats, amb la volta de la tapa més alta i amb el cargol del cap en forma el·líptica. Les seves guitarres evolucionaren fins a esdevenir un producte absolutament personal que, en les darreres èpoques, confeccionava gairebé exclusivament amb fusta de cedre.
Després del seu traspàs, van mantenir el seu taller els seus fills Gabriel (va néixer l'any 1929 i va morir l'any 2013) i Francisco (nascut el 1925).